# Center City
Center City – miasto w Stanach Zjednoczonych, w stanie Minnesota, siedziba administracyjna hrabstwa Chisago.